# Absis de Santa Maria d'Àneu
L'Absis de Santa Maria d'Àneu és una pintura mural pertanyent al conjunt de decoració mural de l'església de Santa Maria d'Àneu, al terme municipal de la Guingueta d'Àneu (Pallars Sobirà)

## Història
La datació de les pintures de l'església de Santa Maria d'Àneu, seu d'una comunitat canonical augustiniana, sembla que ha de ser posterior al 1088, ja que entre 1087 i 1088 és quan l'església fou restituïda al Bisbat d'Urgell per part del comte de Pallars, després que el seu pare l'hagués usurpat a l'Església d'Urgell. De l'església romànica de tres naus, se'n conserva el mur perimètric i l'absis central, les pintures del qual es conserven al Museu Nacional d'Art de Catalunya.
Les pintures de Santa Maria d'Àneu, juntament amb d'altres, van ser adquirides en la campanya de salvament que la Junta de Museus de Barcelona va impulsar entre el 1919 i 1923, per tal de frenar l'espoli d'antiquaris i col·leccionistes. Ho van fer encarregant a tècnics italians, dirigits pel restaurador Franco Steffanoni. Ell va dirigir l'arrencament, el traspàs i la posterior instal·lació de les pintures al llavors Museu d'Art i Arqueologia del Parc de la Ciutadella (i després al Palau Nacional de Montjuïc).
L'arrencament de les pintures d'Àneu es va fer l'any 1921 i, una vegada traspassades a tela, es van exposar a les sales del museu l'any 1924.

## Composició
La iconografia de les pintures és complexa i ambiciosa, amb un fort significat teològic i doctrinal, on imatges de l'Antic i Nou Testament s'hi superposen per expressar la promesa de la vinguda del messies anunciada pels profetes, és a dir, la promesa bíblica de Déu al seu poble.
- Registre Superior: A la part superior de l'absis, a la volta, tot i que s'ha perdut una part important de pintura, es troba l'eix del programa iconogràfic: la Maiestas Mariae[5] amb el Nen a la faldilla presideix l'escena de l'Epifania o l'Adoració dels Mags. La identificació de les imatges s'ha pogut determinar gràcies a la part conservada de pintura, així com a la comparació amb un altre exemple pictòric molt semblant, les pintures de Santa Maria de Cap d'Aran de Tredós (Val d'Aran), conservades al museu The Cloisters[6] de Nova York.[7] A la part esquerra de l'espectador, es conserva sencera la figura de Melcior, qui s'acosta fent reverència amb el present a adorar l'Infant. A la part dreta hi devia haver Gaspar i Baltasar, dels quals només es conserva la part inferior. La vestimenta dels tres reis, de caràcter romà d'Orient, es compon d'una capa lligada a l'espatlla dreta, enriquida a les puntes amb ornamentació de pedreria que li atorga un caràcter majestuós, i sota la qual vesteixen unes mitges llargues i una túnica curta agafada a la cintura. Un casquet troncocònic li cobreix el cap.[8] Als extrems de la volta de l'absis i tancant la composició, hi trobem els arcàngels advocats Sant Miquel Arcàngel (SANCTUS MIHAEL) a l'esquerra i Sant Gabriel a la dreta, del qual quasi no en queden restes. A aquestes figures se'ls hi atribueix la funció d'intermediaris amb la Divinitat, encarregats de demanar perdó a Déu pels pecats dels homes, de postular pels pecadors, motiu pel qual Miquel duu a la mà un rotlle o rètol on s'endevina la paraula <(PE)TICIVS> (demanem) i Gabriel en duria un altre amb la paraula <POSTUVLACIVS>.
- Registre inferior: Al registre inferior, a la part del semicilindre, hi ha una iconografia del tot excepcional si tenim en compte que normalment s'hi representa el col·legi apostòlic. S'hi representa l'anunci de la profecia bíblica a través de les visions dels profetes Isaïes i Ezequiel. Dos exuberants serafins amb sis ales de plomes cobertes d'ulls i que només deixen veure el rostre nimbat, les mans i els peus, situats a banda i banda de la finestra central, entonen el cant de lloança al senyor, el triple Sanctus SCS: S(AN)C(TU)S, S(AN)C(TU)S, S(AN)C(TU)S (Is 6:1-3) mentre purifiquen la boca dels profetes, en actitud reverent, Elies (ELHIA) i Isaïes I(SAIAS) amb unes tenalles de brases ardents (Is 6:7).[9] Enmig de dels serafins i entre els dos profetes, s'hi representen les rodes de foc del carro de Jahvè (Ez 10:1-22), que simbolitzen la glòria del Senyor[10] i la seva omnipresència, que és present o acompanya al creient allà on vagi[11]. A l'extrem dret d'aquest registre inferior, hi trobem el tercer arcàngel, que per les restes d'inscripcions ha de ser Rafael S(ANCTVS) RAF(AEL). A l'extrem oposat, dues figures apareixen superposades, possiblement es tracta d'un prevere i un diaca, ambdós amb un llibre tancat a la mà, i que podria tractar-se dels donants, tot i que no és clar.[12]

## Tècnica
El procediment pictòric utilitzat a Àneu és la pintura al fresc. Es realitzava en diverses etapes. Abans d'aplicar els pigments, calia preparar el mur amb un morter de calç rústec, després s'aplicava una capa de calç llisa, molt fina, i finalment es pintava sobre aquesta superfície quan l'estrat encara estava fresc. El contacte de la calç amb el diòxid de carboni de l'atmosfera converteix l'estrat en un revestiment insoluble de carbonat de calci que engloba els pigments i els fixa al mur. El procés es dividia en jornades de treball del pintor.
Pel que fa als pigments, els emprats a Àneu provenen majoritàriament de minerals presents al Pirineu, tret de l'atzurita, utilitzat per a alguns blaus brillants, que és força característic dels conjunts del nord d'Itàlia. Aquests minerals són, bàsicament, l'hematites per al vermell, la goethita per a l'ocre, el carbó per al negre, l'aerinita per al blau (i per al verd si es barrejava amb ocre) i la calcita i el guix per al blanc.

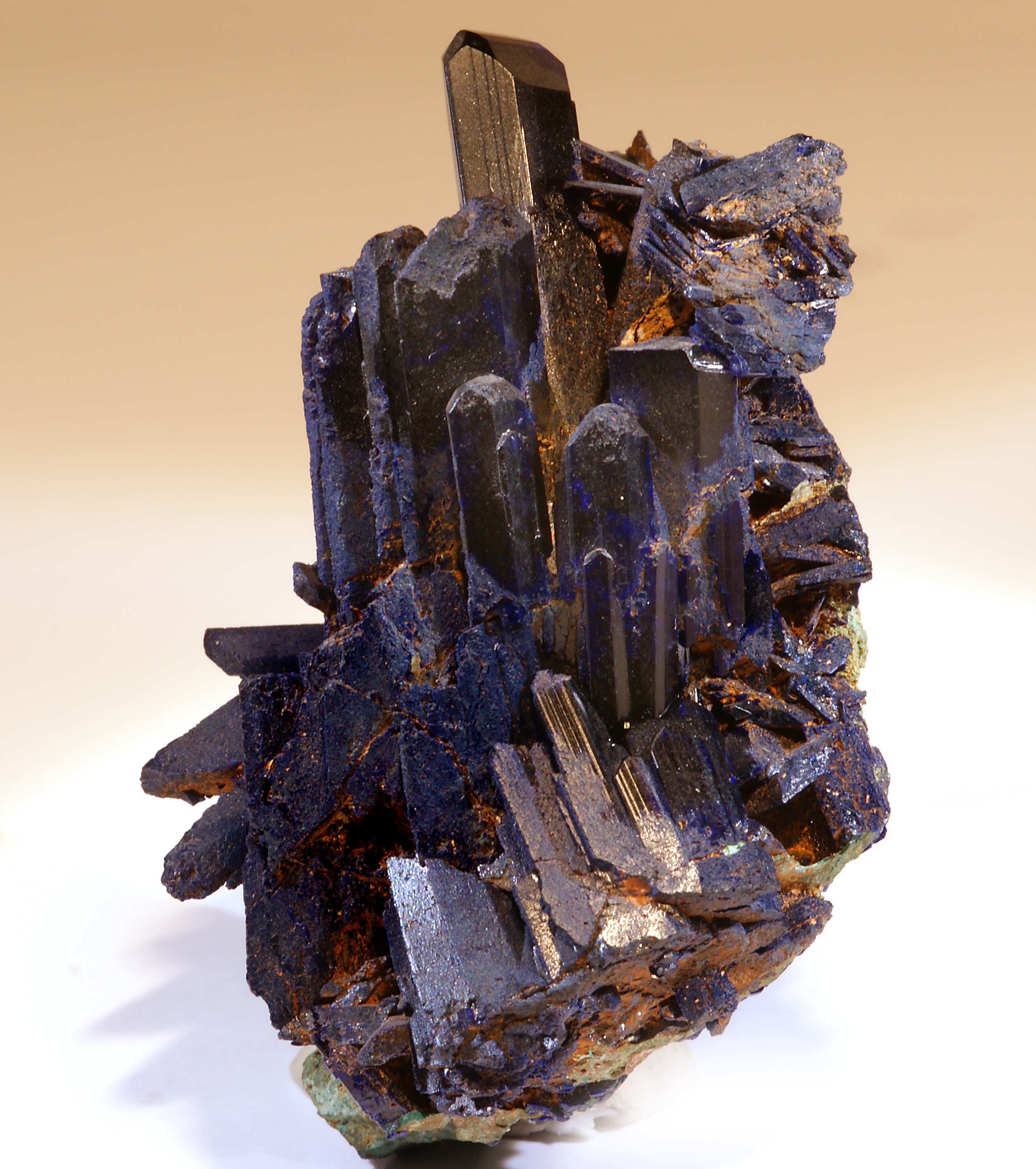
Atzurita
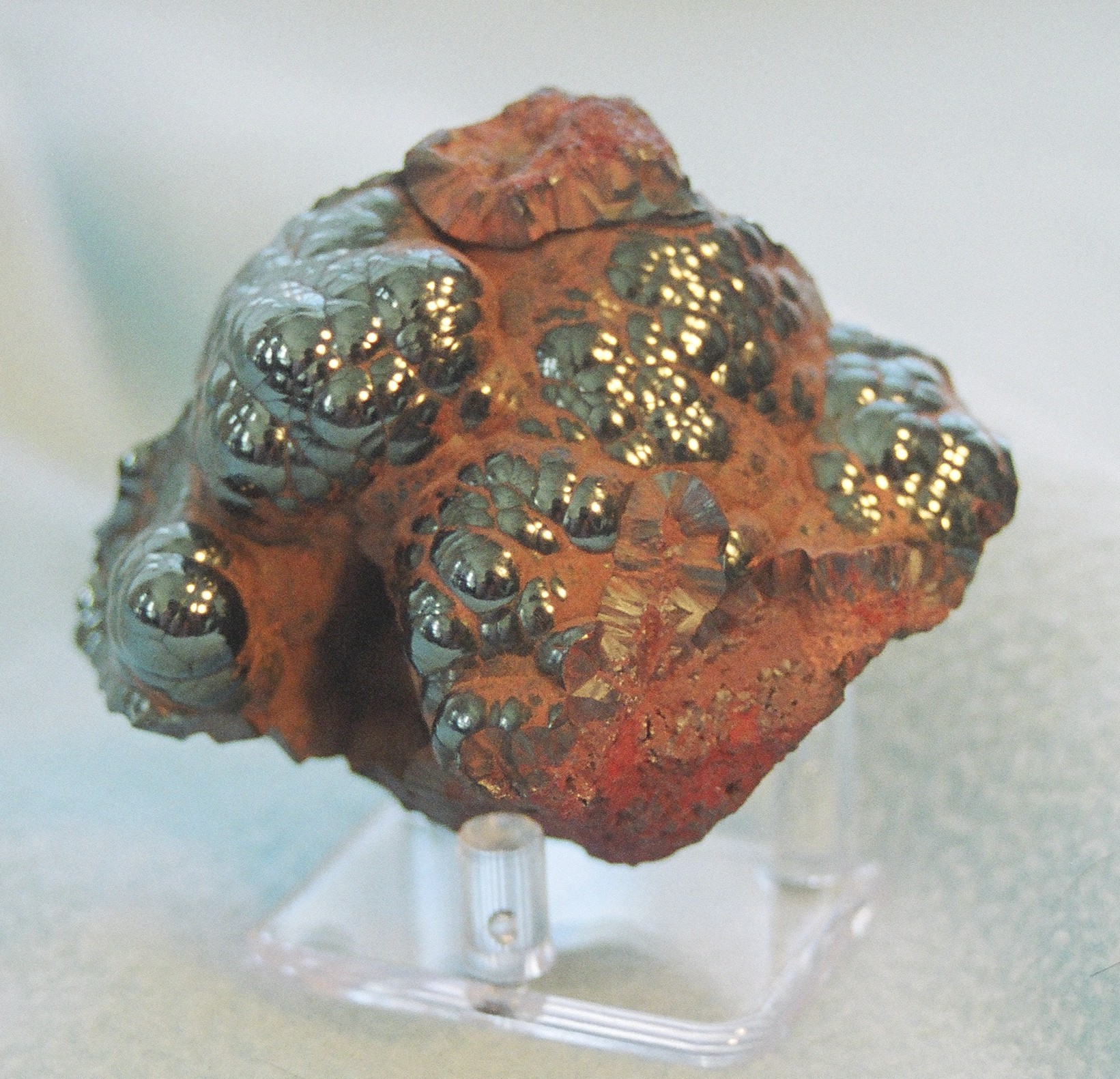
Hematites
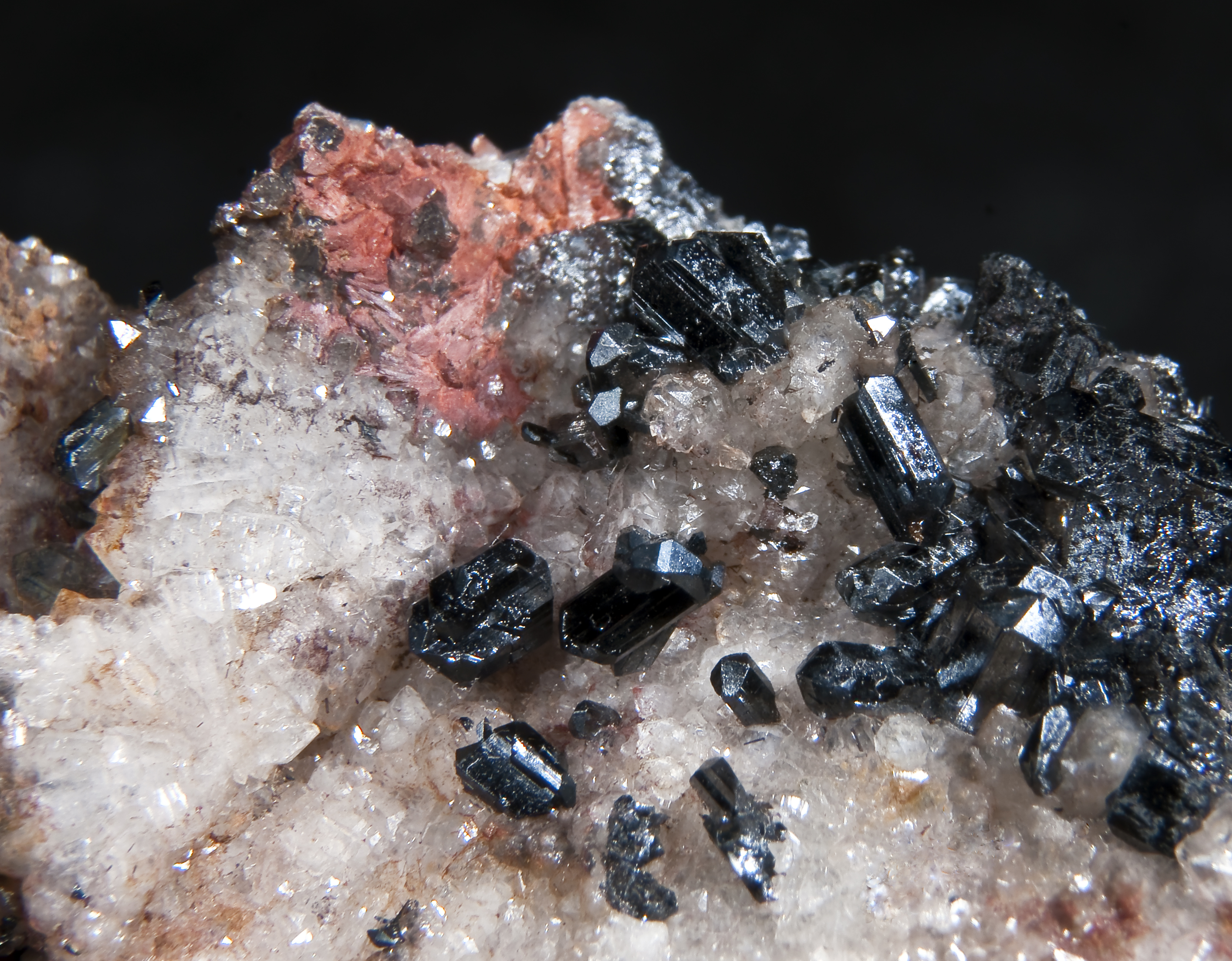
Goethita
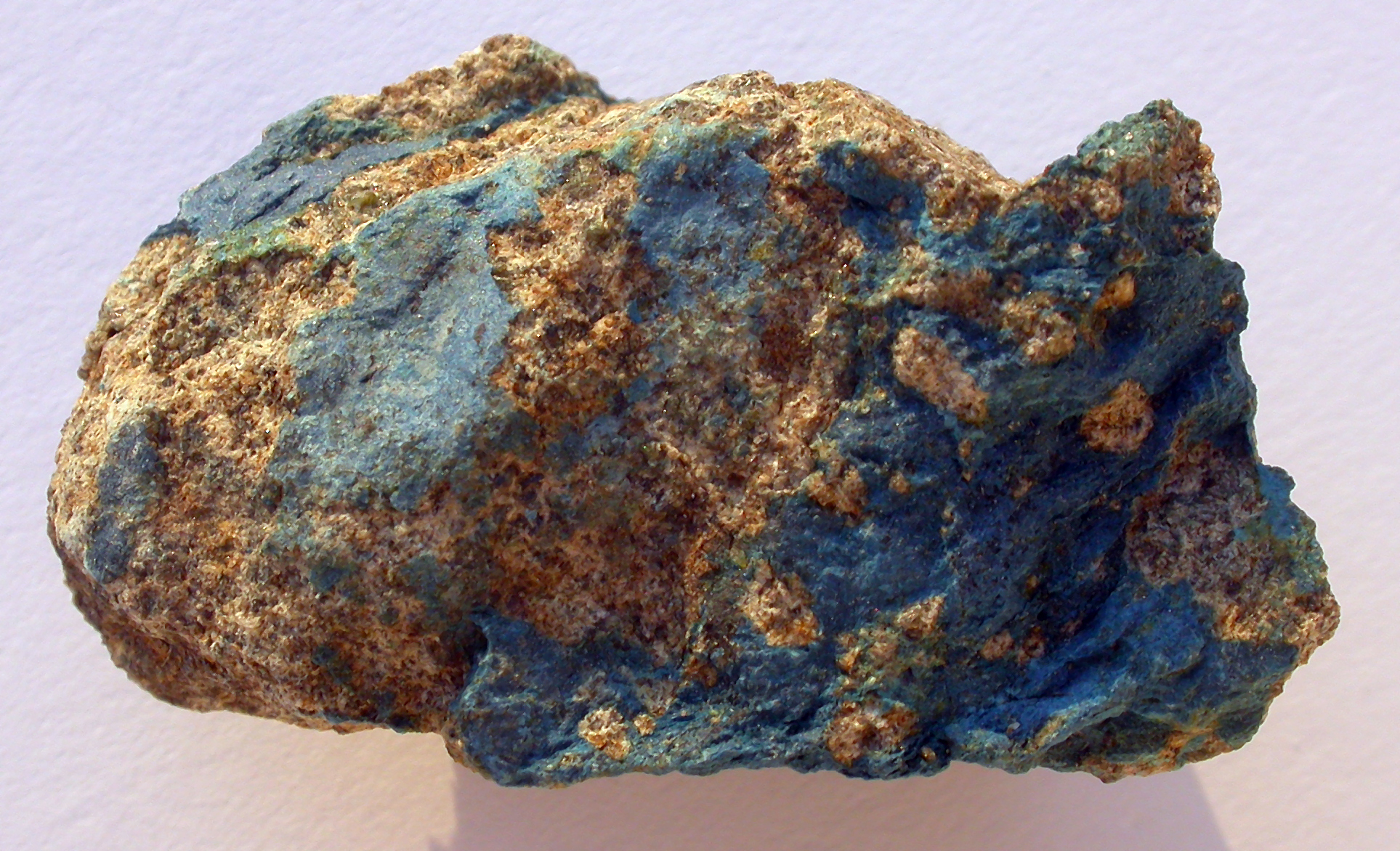
Aerinita
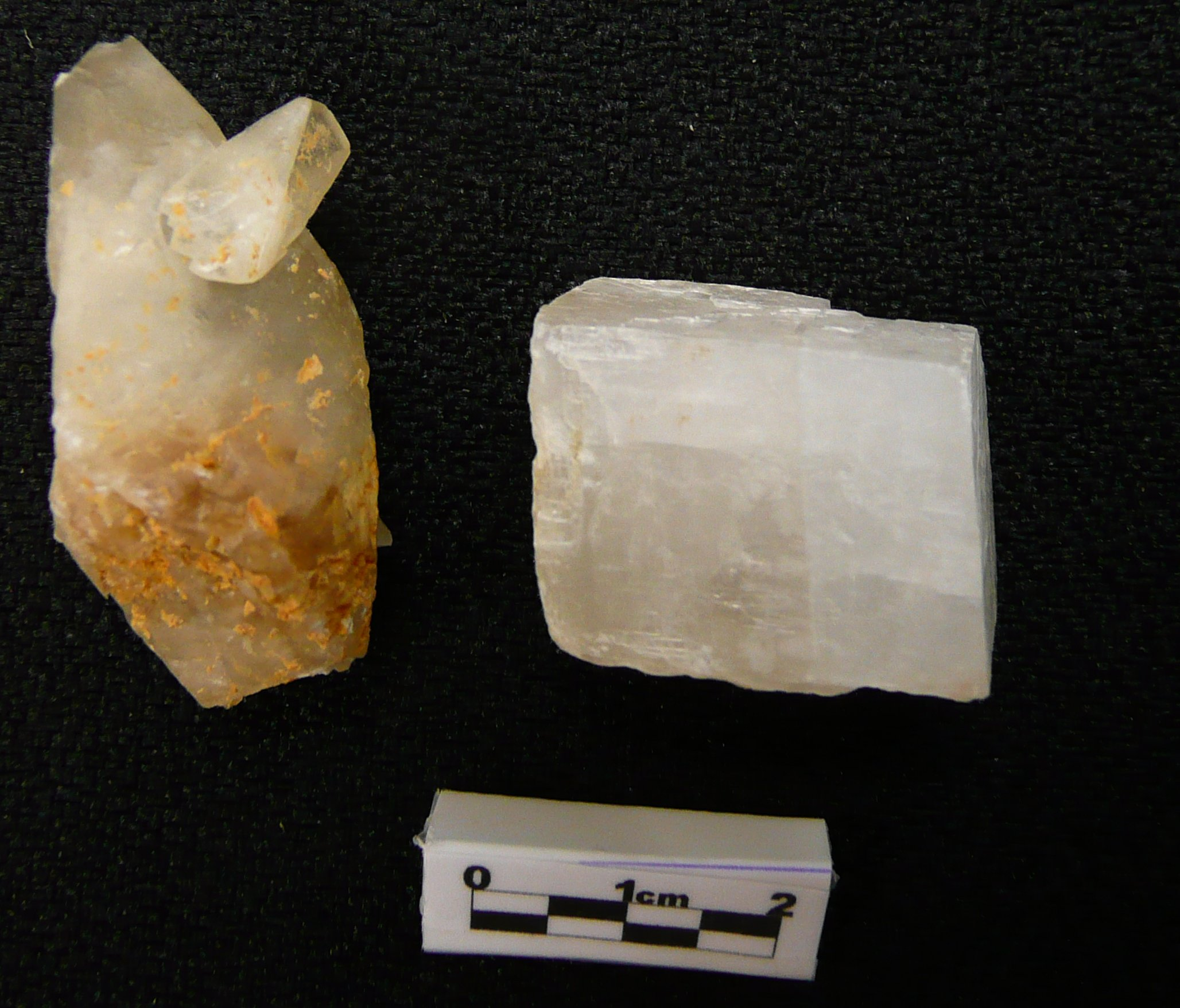
Calcita
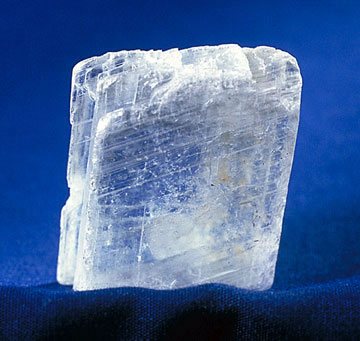
Guix

## Estil

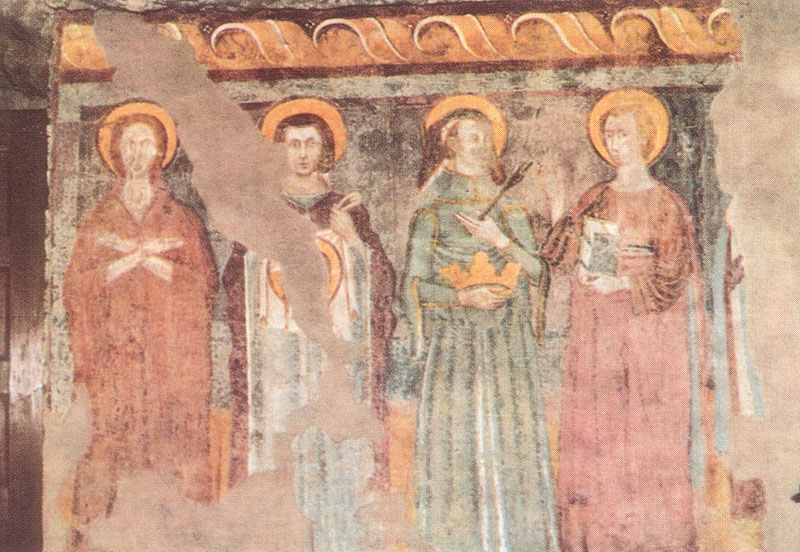
Pintures de San Vicenzo Galliano.

Les pintures de Santa Maria d'Àneu han estat relacionades amb el cercle de l'anomenat Mestre de Pedret. Aquest, presenta una marcada influència del nord d'Itàlia, concretament de la Llombardia, amb models com els de San Vicenzo Galliano i amb un repertori d'arrel romana d'Orient i tardoantiga. L'estil llombard es reconeix sobretot en el tractament dels rostres. Aquesta influència no hauria estat l'única font d'inspiració de Pedret, sinó que també caldria apuntar lligams amb el sud-d'Itàlia i les pintures de la regió del Laci. D'altra banda, cal tenir en compte la possibilitat d'establir relacions amb les bíblies de Ripoll i de  Rodes, realitzades la gran majoria en època de l'Abat Oliba i que, en el cas de Santa Maria d'Àneu, hi podríem establir referents en les visions d'Isaïes i Ezequiel representades al registre inferior de l'absis.